# The Master (film)
The Master är en amerikansk dramafilm från 2012, skriven och regisserad av Paul Thomas Anderson samt producerad av honom ihop med Megan Ellison, Daniel Lupi och JoAnne Sellar. Huvudrollerna spelas av Joaquin Phoenix, Philip Seymour Hoffman och Amy Adams. Filmen nominerades i tre Oscarskategorier vid Oscarsgalan 2013, men tilldelades ingen. Karaktären Lancaster Dodd har flera likheter med scientologins grundare L. Ron Hubbard, vilket diskuterades flitigt.

## Handling
Freddie Quell (Joaquin Phoenix) är en vilsen och alkoholiserad man som av en slump möter Lancaster Dodd (Philip Seymour Hoffman). Dodd är en mystisk och karismatisk man, som även är ledaren för rörelsen "the Cause". Dodd tar Quell under sina vingar och ämnar att befria honom från sexmissbruk, alkoholism och osäkerhet.

## Medverkande
| Joaquin Phoenix        | – Freddie Quell                     |
| Philip Seymour Hoffman | – Lancaster Dodd                    |
| Amy Adams              | – Peggy Dodd                        |
| Ambyr Childers         | – Elizabeth Dodd, Lancasters dotter |
| Jesse Plemons          | – Val Dodd, Lancasters son          |
| Rami Malek             | – Clark, Lancasters svärson         |
| Laura Dern             | – Helen Sullivan                    |
| Christopher Evan Welch | – John More                         |
| Madisen Beaty          | – Doris Solstad                     |
| Lena Endre             | – Mrs Solstad                       |

| Kevin J. O'Connor | – Bill William             |
| Amy Ferguson      | – Martha, försäljaren      |
| Joshua Close      | – Wayne Gregory            |
| Jillian Bell      | – Susan Gregory            |
| Patty McCormack   | – Mildred Drummond         |
| Fiona Dourif      | – Dansare                  |
| David Warshofsky  | – Polis i Philadelphia     |
| Steven Wiig       | – Anhängare i Philadelphia |
| W. Earl Brown     | – Affärsman                |